# Le Père de Nafi
Pour plus de détails, voir Fiche technique et Distribution.
Le Père de Nafi (Baamum Nafi) est un film sénégalais réalisé par Mamadou Dia, sorti en 2021.

## Synopsis
Deux frères se disputent à propos du mariage de leurs enfants. Le rôle de Tierno en tant que père et sa responsabilité de chef spirituel sont en en jeu.

## Fiche technique
- Titre : Le Père de Nafi
- Titre original : Baamum Nafi
- Réalisation : Mamadou Dia
- Scénario : Mamadou Dia
- Musique : Baaba Maal
- Photographie : Sheldon Chau
- Montage : Alan Wu
- Production : Maba Ba
- Société de production :Joyedidi
- Pays :  Sénégal
- Genre : Drame
- Durée : 109 minutes
- Dates de sortie : 
  -  Suisse : 15 août 2019 (Festival international du film de Locarno)
  -  Allemagne : 27 novembre 2019
  -  Suède : 28 janvier 2020 (Festival international du film de Göteborg)
  -  Pays-Bas : 29 janvier 2020 (Festival international du film de Rotterdam)
  -  Portugal : 27 août 2020 (IndieLisboa)
  -  Royaume-Uni : 3 novembre 2020 (Festival de Raindance)
  -  France : 9 juin 2021
  -  Australie : 9 août 2021 (Festival international du film de Melbourne)

## Distribution
- Alassane Sy : Ousmane[1]
- Aicha Talla : Nafi
- Saikou Lo : Tierno
- Penda Daly Sy : Rakia
- Alassane Ndoye : Tokara
- Abdou Yerim Ndiaye : Alfa
- Coumba Dia Sall : Binta
- Dondé Kassé : Ogo
- Ben Mahmoud Mbow : Demba

## Accueil
Le Père de Nafi a obtenu le prix du premier film du Festival international du film de Locarno en 2019.